# Wodopój (dopływ Kwisy)
Wodopój (niem. Tränkefloss) – potok górski w południowo-zachodniej Polsce, w woj. dolnośląskim, w Górach Izerskich, lewy dopływ Kwisy, długość 2,1 km, źródła na wysokości ok. 980 m n.p.m., ujście – ok. 590 m n.p.m..

## Opis
Wypływa z północnych zboczy Wysokiego Grzbietu Gór Izerskich, w obniżeniu między Sinymi Skałkami a Mokrą Przełęczą. Płynie stromą dolinką wciętą w zbocze Wysokiego Grzbietu ku północy, zbierając liczne, drobne, bezimienne dopływy. Powyżej ujścia tworzy wodospad Poidło. Uchodzi do Kwisy powyżej Świeradowa.